# 新立停车场
新立停车场位于天津市东丽区新立镇丰年村二纬路，为天津轨道交通天津地铁九号线唯一的停车场。附近有新立站。

## 内部链接
- 天津地铁九号线